# Comitetul Cehoslovac de Eliberare Națională
Guvernul cehoslovac în exil (uneori stil oficial ca: guvernul provizoriu din Cehoslovacia) a fost un titlu informal conferit Comitetului de Eliberare Națională cehoslovac , inițial prin recunoașterea diplomatică britanică. Numele a ajuns să fie folosit de către aliații în care ulterior a recunoscut.Comitetul a fost inițial creat de către fostul președinte cehoslovac, Edvard Beneš în Paris, Franța, în octombrie 1939 egocierile nereusite cu Franța pentru statut diplomatic, precum și a ocupației naziste a Franței iminentă. Forțat comitetul să se retragă la Londra în 1940. De acolo, sa mutat la Aston Abbots, Buckinghamshire, în 1941, în cazul în care este solicitat de siguranță relativă din Blitz Londra.
A fost guvern legitim pentru Cehoslovacia în al Doilea Război Mondial. Un guvern în special anti-fascist, a căutat pentru a inversa Acordul de la München și ocupația germane a Cehoslovaciei ulterioare, și să se întoarcă în Republica sa. Ca atare, acesta a fost în cele din urmă considerat, de către acele țări care a recunoscut, guvernul legal al Cehoslovaciei.